# Betula fruticosa
De Betula fruticosa is een kleine berkensoort die groeit op een hoogte van 600 tot 1100 meter in vochtige bossen, rivieroevers en moerassen in Midden- en Oost-Europa, het zuiden van Oost-Siberië (Boerjatië en de Transbaikal), Mongolië, Korea en China (Binnen-Mongolië en Heilongjiang).

## Naam
De plant wordt in China (hanyu pinyin) chái huà;Traditioneel Chinees: 柴樺; Vereenvoudigd Chinees: 柴桦) en in het Russisch (berjozovy) jernik ((берёзовый) ерник), slanets (berezovy) (сланец (березовый)), jernik-slanets (ерник-сланец) of jera (ера) genoemd. Betula fruticosa heeft geen Nederlandse naam.

## Groei
De soort groeit op veel plekken uit tot een struik van 0,75 tot 2,5 m hoog, maar kan langs rivieroevers uitgroeien tot een boom van 2,5 tot 3 m bij een stamdiameter van 2 tot 5 cm. De kale takken zijn rechtopstaand en zijn bedekt met of paarsbruine of grijszwarte schors. 
De bladsteel heeft een lengte van 2 tot 10 mm en is net zoals de takken kaal. De bloemstengel heeft een lengte van 2 tot 5 mm, maar is in sommige gevallen tot 10 mm lang. Vrouwelijke soorten hebben een langwerpige opgaande bloeiwijze. De schutbladeren zijn gewimperd, hebben een lengte van 4 tot 7 mm en hebben elliptische nootjes. De bloemen bloeien van juni tot juli en de vruchten rijpen van juli tot augustus.
... · 
B. albosinensis (Chinese berk) · 
B. ermanii (Goudberk) · 
B. fruticosa  · 
B. humilis  · 
B. lenta (Suikerberk) · 
B. maximowicziana (Grootbladige berk) · 
B. medwediewii (Transkaukasische berk) · 
B. nana (Dwergberk) · 
B. nigra (Rode berk) ·  
B. papyrifera (Papierberk) · 
B. paraermanii · 
B. pendula (Ruwe berk) · 
B. platyphylla (Aziatische berk) · 
B. populifolia (Grijze berk) · 
B. pubescens (Zachte berk) · 
B. utilis (Witte Himalayaberk) · 
...